# Museu d'Història de València
El Museu d'Història de València (MhV) és un museu situat a la ciutat de València que té com a missió conèixer i donar a conèixer el desenvolupament històric de la ciutat. Fou inaugurat en 2003 plantejant el passat de la ciutat d'una forma didàctica i amena, amb propostes innovadores de la museografia actual i combinant la utilització de recursos expositius tradicionals i noves tecnologies.

## Història

### Antecedents
La idea de formar un museu d'aquestes característiques a la ciutat de València ve donada per la custòdia, des d'època foral, d'un conjunt arxivístic documental que, amb el temps, va anar adquirint objectes d'una importància singular per a la història de la ciutat per la seua càrrega simbòlica com són el Penó de la Conquesta, l'espasa de  Jaume I o les claus de la ciutat, entre d'altres. A aquests s'afegeixen els béns recuperats de la destrucció i l'espoli de l'antiga casa de la ciutat a mitjan segle xix. Es va tractar, en aquell temps, d'atorgar-los a aquests documents i objectes que formen part de la cultura i del patrimoni cultural de la ciutat una forma museística, però aquesta idea no va quallar.
L'escàs suport amb què va comptar aquest projecte, potser es degués a l'existència d'un dibuix previ d'un altre projecte de creació del Museu d'Etnografia i Folklore de València, promogut per Vicent Blasco Ibáñez en 1921. La base sobre la qual Vicent Blasco Ibáñez va fonamentar la concepció d'aquest museu era la de reunir «les glòries de la nostra raça, tot el nostre passat i tot el nostre present» davant el que per a ell era la desaparició de les formes de vida tradicionals valencianes. Amb aquesta idea va aconseguir implicar a l'ajuntament de València que va cedir el Palau de l'Exposició i va prometre que en el futur museu s'integraria una part de les col·leccions municipals.
A poc a poc, gràcies a l'empenta de Maximilià Thous i de Enric Duran i Tortajada, es va anar materialitzant amb fets aquest projecte però enfocant-lo des d'un punt de vista més nacionalista que del regionalisme inicial amb el qual s'havia format. A la fi dels anys vint, concretament a 1927, es crea el Museu Artístic i Arqueològic, generalment conegut com a Museu Històric de la Ciutat, dependent de la secció de Museus i Monuments, integrada en el Servei de Patrimoni Històric i Cultural l'Ajuntament de València; a instància del regidor d'aquests anys, Enric Duran i Tortajada, amb la intenció de reunir en una seu comú tot el patrimoni municipal.
No se li va aconseguir assignar una seu o un edifici comú, pel que va passar a ser una dependència més de l'Arxiu Històric i els fons registrats van seguir dispersos per les diverses dependències municipals a aquest efecte. Aquesta concepció de museu no posseïa la força i el carisma necessaris per fer front a la idea de Vicent Blasco Ibáñez que havia passat de l'imaginari a ser alguna cosa tangible. No obstant això, malgrat l'escassetat dels mitjans més elementals, a finals de 1935 es va augmentar la superfície destinada a l'arxiu i al museu històric municipal amb la incorporació de la capella contigua de Santa Rosa de Lima. Malgrat això aquest primer Museu Històric Municipal va comptar com a exposició permanent el nucli originari del museu, que estava format per: el Llibre dels Furs, el Llibre del Consolat del Mar, la bandera anomenada «Real Senyera», el Penó de la Conquesta, les claus de la ciutat o l'espasa del rei Jaume I.
L'any 1935 es va reconèixer que part dels fons de l'Arxiu Municipal eren la base constitutiva del Museu de la Ciutat, i així ho recollia Miquel Duran i Tortajada en el seu llibre La personalitat valenciana al Museu Històric de la Ciutat.
Malgrat realitzar-se un ampliació de l'espai disponible a les pròpies dependències de l'Ajuntament, l'espai no era suficient, problema que va augmentar amb l'inici de la guerra civil (1936-1939), ja que en aquest moment es comencen a rebre més fons, ja que es realitzen aportacions patrimonials procedents de les esglésies que havien estat assaltades arran dels enfrontaments bèl·lics i que, posteriorment no serien reclamats. Mentrestant, la concepció del museu que Vicent Blasco Ibáñez s'havia proposat quedar paralitzada i després de la victòria franquista va ser definitivament avortada. A més, l'adquisició de la col·lecció Almenar el 1949 i de la Martí Esteve el 1951 unides a l'inici de les excavacions arqueològiques pel recentment creat SIAM, van contribuir a nodrir en gran manera tant els fons del museu com el seu caos organitzatiu.

### Projecte
La situació no va manifestar cap canvi ressenyable fins als anys setanta i el seu desenvolupament va començar a ser més notori amb la transició democràtica. L'any 1973 la Delegació d'Arxius, Biblioteques i Museus, proposa l'adquisició del recentment declarat monument historicoartístic d'interès local, palau de Berbedel; compra que es va materialitzar un any després, passant a dur-se a terme unes reparacions d'urgència i obres de remodelació per adaptar l'edifici per al seu ús com a pinacoteca municipal.
D'aquesta manera el Museu de la Ciutat veia possible la seua ubicació al palau dels Berbedel, que es va inaugurar com Museu de la Ciutat el 3 de novembre de 1989, presentant una exposició sobre els orígens de la ciutat i la «Valentia romana d'època republicana», amb materials arqueològics procedents d'excavacions i altres fons del museu.
Es va continuar, en els anys següents, realitzant successives exposicions monogràfiques sobre la Valentia tardoromana i visigòtica, època islàmica i Reconquesta fins al segle xiv. Exposicions que posaven de manifest la riquesa patrimonial que disposava el consistori i que no estava degudament exposada per falta d'una ubicació adequada per al Museu d'Història de la Ciutat.
En el seu origen, el muntatge expositiu va estar marcat per una orientació arqueològica amb un estil i un llenguatge depurat. Les sales dedicades a l'Edat Mitjana, inaugurades el 1993, van manifestar la seua esgotament expositiu per l'escassetat de peces arqueològiques en què basar el discurs del museu. El concepte que Catalá volia integrar en aquestes sales vinculades al període històric, abastava des d'obres d'art, documents, llibres, etc., no va arribar a materialitzar-se.

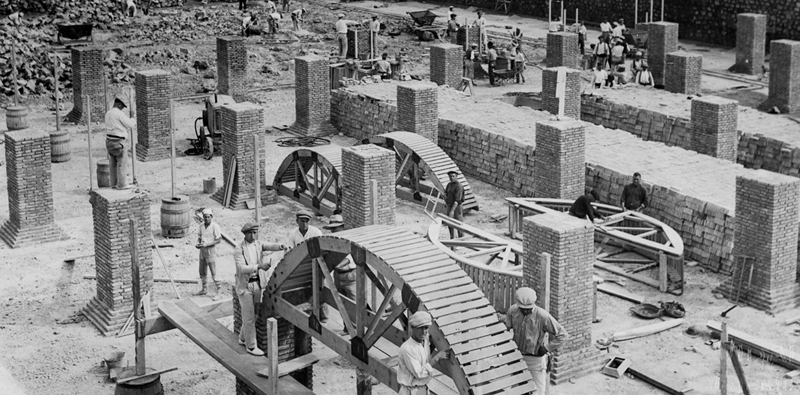
Construcció del dipòsit d'aigües potables l'any 1932, en l'edifici que actualment alberga el museu

D'aquesta manera ens trobem amb dues entitats diferents, d'una banda el Museu Històric Municipal, situat a la casa consistorial de la plaça de l'Ajuntament, que correspon a l'antiga Casa de l'Ensenyança, fundada per l'Arquebisbe Mayoral al segle xviii, a la part on es trobava l'església de Santa Rosa de Lima. Aquest museu segueix conservant els fons inicials, origen del desig i necessitat de creació d'un Museu que recollís la història de la ciutat de València. I de l'altra el Museu de la Ciutat, amb un contingut variat que compta amb seccions de: pintura, escultura, forja, ceràmica, objectes d'art religiós, numismàtica i de pesos i mesures.
El 1990 l'Ajuntament de València signa un conveni amb la Direcció General de Belles Arts i Arxius del Ministeri de Cultura, que incorporava tant el Museu de la Ciutat, com la resta de museus municipals, al Sistema Municipal de museus que quedava regulat pel Reial decret 620/1987. També a nivell autonòmic el Museu de la Ciutat és reconegut com a museu estable de la Comunitat Valenciana (Ordre del 6 de febrer de 1991 de la Conselleria de Cultura, Educació i Ciència), motiu pel qual apareix també registrat a la Guia de museus de la Comunitat Valenciana.
A principis del segle xxi, l'any 2001, l'Ajuntament de València crea el Museu d'Història de València (MhV), amb l'objectiu de difondre la història de la ciutat. Dos anys després, el 7 de maig de 2003, es va inaugurar el museu a l'edifici del primer dipòsit d'aigües potables de la ciutat, que fou començat a construït el 1850 per Ildefons Cerdà i Leodegario Marchessaux, a partir d'un projecte dissenyat per Calixto Santa Cruz. Constitueix un exemple d'arquitectura industrial dins el període vuitcentista. La idea de rehabilitació va comptar amb el suport de l'Ajuntament de València i es va procedir a dur-les a terme respectant la morfologia inicial de l'edifici i recuperant-lo. L'any 2003 va ser guardonat per la  Diputació de València com a millor projecte cultural. La nova seu tornava obrir l'oportunitat de plantejar una nova idea de museu i de discurs de les exposicions.

## Edifici

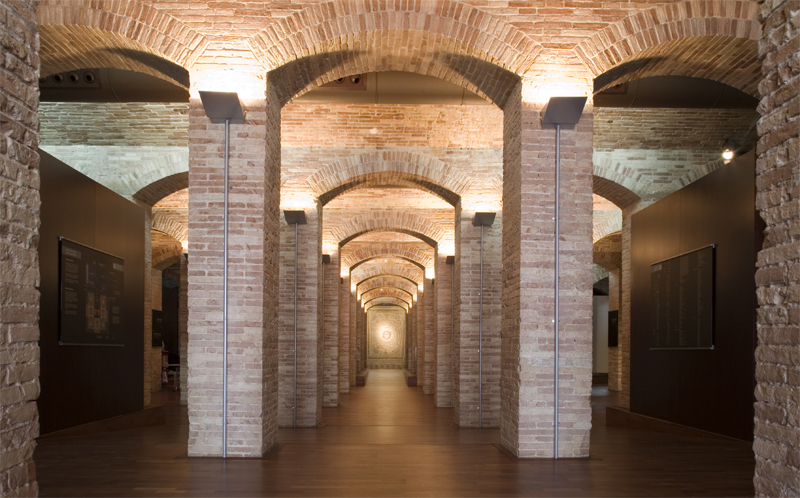
Vestíbul d'entrada del MhV.

El museu se situa en el primer dipòsit d'aigües potables de la ciutat, construït per Ildefons Cerdà i Leodegario Marchessaux, a partir d'un projecte dissenyat per Calixto Santa Cruz. Inaugurat el 1850, va ser el primer en el seu gènere dels que es van fer a Espanya, considerat com la primera obra d'enginyeria pública de la València vuitcentista. És de maó, una expressió d'arquitectura industrial segle xix.
Les obres de restauració, realitzades per l'Ajuntament de València entre 1998 i 2001, van ser molt respectuoses amb l'edifici i van permetre recuperar un recinte que alberga des d'aleshores les dependències del museu.
L'emplaçament està una mica allunyat del centre històric, però la seua connexió amb el parc de la Capçalera, del qual el separen tot just cent metres, li retorna tota la seua centralitat.
En el complex del parc de Capçalera, a més del Museu d'Història de València, s'ubica el Bioparc, un dels parcs zoològics de concepció més avançada del món, on poden veure els animals en aparent llibertat. L'entorn es configura així com un espai dedicat a l'oci amb oferta cultural i mediambiental, un pol d'atracció per l'habitant de València o el turista.

## Continguts

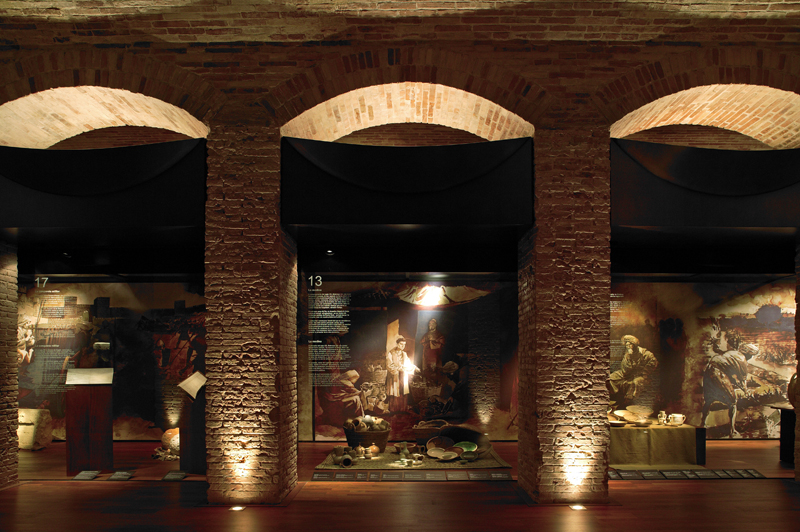
Vitrines dedicades a Balànsiya

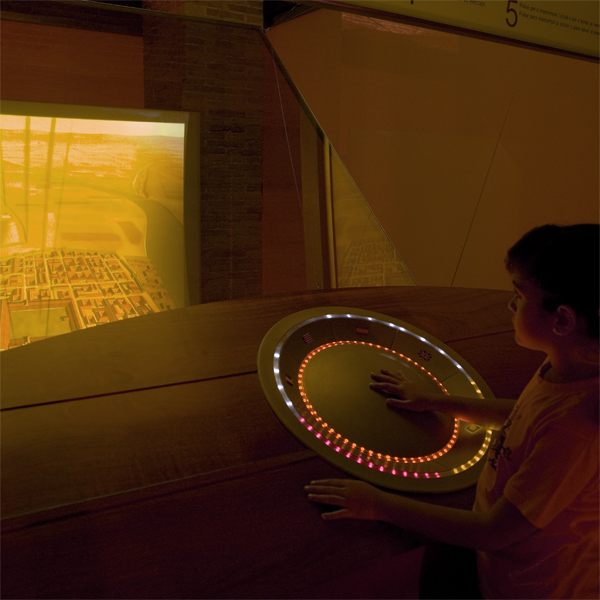
La màquina del temps.

El Museu d'Història de València conté una exposició permanent dedicada a la història de València, dividida en vuit períodes o blocs:
- Valentia (138 aC- 711)
- Balànsiya (711-1238)
- València a l'edat mitjana (1238-1519)
- De les Germanies a la Nova Planta (1519-1707)
- Municipi borbònic (1707-1833)
- La ciutat de vapor (1833-1917)
- La modernitat truncada (1917-1975)
- La València viscuda (1975-2003)

En cada un d'ells s'exposa una col·lecció d'objectes, documents i obres d'art representatius de cada època. Al centre de cada bloc hi ha dos escenaris que recreen espais històrics de la ciutat i en què es projecten, a voluntat del visitant, escenes quotidianes que fan referència a les circumstàncies i els personatges propis de cada moment, cosa que li permet conèixer als protagonistes de la història i submergir-se en el seu món de vivències i aspiracions.
Es tracta d'un format a mig camí entre el museu i el cinema, que autoritza a substituir molta informació textual per recursos més dinàmics i de més ràpida assimilació, el que redunda en la comunicació amb el visitant i en un grau molt més gran de satisfacció.
A les vitrines s'exposa una col·lecció molt heterogènia que inclou des d'objectes arqueològics a obres artístiques, documents d'arxiu, llibres, gravats, mapes, cartells, màquines, vehicles o joguines, entre d'altres, reunits no tant pel seu valor individual com per la seua capacitat d'evocar moments i contexts de la història.
A més, el Museu d'Història de València acull periòdicament exposicions temporals al voltant del tema genèric de la ciutat, en totes les seues manifestacions, i de la història de València en particular, i proposa un programa didàctic dirigit a tots els públics. Es poden realitzar visites guiades o demanar tallers específics.
Disposa d'un equipament que recrea, mitjançant realitat virtual, l'aspecte de la ciutat al llarg dels seus vint-segles d'història: la «màquina del temps». El visitant pot triar una època i navegar per ella a vista d'ocell, obtenint en el seu passeig dades històriques sobre la ciutat del moment.
La mediateca, finalment, és un espai dissenyat per al repòs i la reflexió, on el visitant pot recrear sentint recitats de poesies o fragments musicals de cada moment històric, contemplar velles fotos de València i els seus habitants o consultar lliurement una cuidada selecció d'obres sobre la ciutat.

### Peces destacables
Entre les peces que formen part de l'exposició permanent del museu podem destacar:
- Tresor de Xest. Trobat casualment en l'Horta de la Safa, Xest, València, en 1865.[17]
- Mosaic de la medusa. Trobat casualment al carrer Rellotge Vell de València en 1949.[18]
- Tresor de l'avinguda Constitució. Trobat l'any 2009 a València.[19]
- Mènsula amb escena de Filis cavalcant a Aristòtil. Estil gòtic, mitjan segle xiv.[20]
- Vestit de la Moma, procedent de la col·lecció de Victòria Liceas.[20]
- Gerra del «cicle de la vida», d'època sertoriana, descobert en una excavació arqueològica a la plaça Cisneros de la ciutat de València.[21]
- El Judici Final de Vrancke van der Stockt, pintura adquirida pels jurats de la ciutat de València en 1494.[22]
- Fragment de pintura mural de la coneguda com a Domus de Terpsícore, de la segona meitat del segle II d. C.[23]